# Podabrus maedai
Podabrus maedai es una especie de coleóptero de la familia Cantharidae.

## Distribución geográfica
Habita en Japón.